# 449 v.Chr.

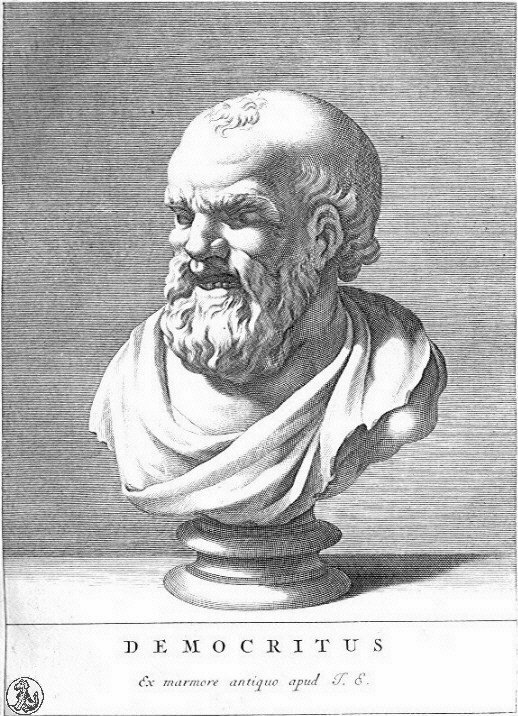
Democritus van Abdera

Het jaar 449 v.Chr. is een jaartal in de 5e eeuw v.Chr. volgens de christelijke jaartelling.

## Gebeurtenissen

### Griekenland
- De Tweede Heilige Oorlog breekt uit tussen Sparta, Phocis, Athene en Delphi allen willen de controle over het Orakel van Delphi.
- Perikles begint in Athene met de wederopbouw van openbare gebouwen, met de inkomsten van de Delisch-Attische Zeebond laat hij paleizen, tempels en een gymnasium bouwen. De Atheense jeugd kan daar niet alleen sport beoefenen, maar ook onderricht krijgen door filosofen.
- Herodotus, de Griekse schrijver, rondt zijn Historiën af. Het boek beschrijft onder meer de Perzische Oorlogen tegen de Grieken.

### Perzië
- De Vrede van Callias wordt getekend. Democritus van Abdera kan vrij reizen in het Perzische Rijk en gaat in de leer in Babylon.

### Italië
- Twaalftafelenwet wordt ingevoerd in de Romeinse Republiek, dat de basis vormt voor het Romeins recht.